# Lilian Valmar
Celia María Damestoi, más conocida como Lilian Valmar, (27 de septiembre de 1928 - 4 de agosto de 2013) fue una actriz y vedette argentina perteneciente al arrabal porteño.

## Biografía
Lilian Valmar nació en la República Argentina, en el cine su etapa de oro abarcó de 1947 a 1956. Empezó su carrera fílmica en el año 1947 en la película Albéniz de Luis César Amadori. Un año después, en 1948 empezó a trabajar con los grandes del género humorístico, como partenaire que fueron el director del teatro de revistas Manuel Romero en el filme El tango vuelve a París, Niní Marshall en Porteña de corazón y Catita es una dama (1956), Pepe Iglesias en Avivato (1949) basado en el personaje de historieta creado por Lino Palacio, Alfredo Barbieri en "Ritmo amor y picardía" (1955) y "El sonámbulo que quería dormir" (1956).
Luego comenzó su segunda etapa dentro del movimiento de la nouvelle vague (1960-1966) con el director Enrique Carreras quién la dirigió en una trilogía de películas. Empezó con el género bizarro en Obras maestras del terror (1960), cuentos de terror protagonizados por Narciso Ibáñez Menta, luego le siguió le película nuovolera Un viaje al más allá (1964) y la última fue el policial Del brazo y por la calle (1966). En televisión ingresó en la etapa de oro de las telenovelas (1971-1985), la primera la realizó en el año 1971 con dirección de Alma Bressan fue Una luz en la ciudad, luego le siguieron Me llaman gorrión (1972) de Abel Santa Cruz y Libertad condicionada (1985) de Marta Reguera, ambas en canal 9.
Como actriz de radio se lució como figura exclusiva de Radio El Mundo. En teatro mostró sus dotes como vedette y, luego, como actriz dramática, formando en 1956 una compañía junto a Enrique Serrano.
Falleció por causas naturales el 4 de agosto de 2013 a los 85 años de edad. Sus restos descansan en el panteón de la Asociación Argentina de Actores del Cementerio de la Chacarita.

## Filmografía
- Albéniz (1947)
- La copla de la Dolores (1947)
- Vacaciones (1947)
- El tango vuelve a París (1948)
- El cantor del pueblo (1948)
- Porteña de corazón (1948)
- Alma de bohemio (1949)
- Avivato (1949)

- Ritmo, amor y picardía (1955)

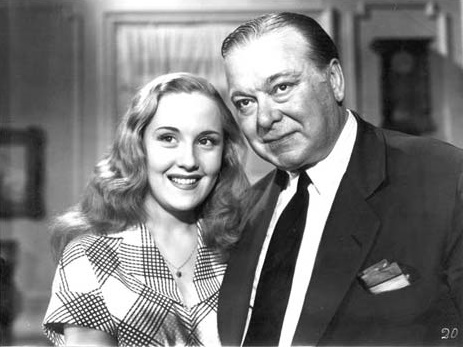
Junto a Alberto Terrones en el filme Avivato.

- El sonámbulo que quería dormir (1956)
- Catita es una dama (1956)
- Obras maestras del terror (1960)
- Un viaje al más allá (1964)
- Del brazo y por la calle (1966).

## Programas de televisión
- Una luz en la ciudad (1971)
- Me llaman gorrión (1972) canal 9
- Papá corazón (1973)
- Festival de grandes comedias (1974), con Oscar Casco y Julia Alson.
- Entre el amor y el poder (1984) canal 9
- Libertad condicionada (1985) canal 9

## Teatro
- Mi marido hoy duerme en casa (1954), en el Teatro Apolo.[4]
- Boina blanca (1956).
- El lustrador de manzanas  (1957),Comedia semoviente en tres actos estrenada por la Compañía de Luis Arata en el Teatro Marconi.
- Criaturas rebeldes (1960), junto a Ubaldo Martínez, Maruja Montes, Don Pelele, Alfredo Barbieri, Nené Cao, Gloria Montes, Oscar Villa, Oscar Valicelli, Beba Bidart, Thelma del Río y Rafael García.
- Blum (1963), obra de Enrique Santos Discépolo y Julio Porter junto a Zulma Faiad, Juan Verdaguer y Silvia Legrand.
- Departamento de soltero (1963), dirigida por Eduardo Sánchez Torel en el Teatro Florida.
- Los cocodrilos (1966).
- Payasín y Bonín (1966).
- El caso del señor Valdemar, junto a Osvaldo Pacheco.